# کاچگانوو
کاچگانوو (انگلیسی: Kacheganovo) یک شهرک در شهرستان میاکینسکی استان باشقیرستان کشور روسیه است.